# Альфтан Олексій Карлович
Олексій Карлович Альфтан (швед. Alexis Karlsson Alfthan; нар. 3 січня 1814 (22 грудня 1813), Сілезія — пом. 19 (7) грудня 1885 (за іншими даними — 26 січня 1885 року), Анненське (нині Ганнівка в Сумах), Російська імперія) — російський воєначальник, генерал-лейтенант (з 1878) Російської імператорської армії.

## Біографія
Олексій Альфтан народився у січні 1814 року в родині дворян Московської губернії. З 1828 по 1831 рік навчався у Виборзькій початковій школі, після чого вступив до кадетської школи в Фрідріхсгамі. Після її закінчення, 22 липня 1835 року отримав чин корнета і 14 серпня 1836 був призначений в Уланський полк у Санкт-Петербурзі.
У 1841 році переведений до уланського лейб-гвардії полку, а в 1843 році до гвардійського полку кінних гренадерів. Служив на Кавказі. Відзначився в боях з горцями, отримав чин капітана і в 1844 році був переведений до Житомирського 56-го піхотного полку. У 1847 році присвоєно чин капітан, у 1852 році — полковника, 23 березня 1866 року — генерал-майора, а 16 квітня 1878 року — генерал-лейтенанта.
З 26 листопада 1858 року по 5 лютого 1866 командував Ямбурзьким уланським полком. З 1872 по 1876 роки був командиром 6-ї запасної кавалерійської бригади.
У 1881 році вийшов у відставку. Помер у 1885 році у своєму маєтку Ганнівка (нині Ганнівка в Сумах).

## Сім'я
- Батько-Карл Вільхельм Альфтан (13.8.1789, Виборг — 11.7.1866, Віролахті), статський радник.
- Мати — Катаріна (Кітті) Альфтан (до шлюбу Набель), померла в Віролахті.
- Брат — Аполлон Карлссон Альфтан, землевласник, фабрикант скла, штабс-капітан.
- Дружина — Софія Шарлотта Емілія (до шлюбу Теслефф; 13.3.1825, Виборг — 28.3.1867, Богучар), у шлюбі з 20 січня 1848 року.
  - Дочка — Йенні Альфтан (1.8.1854 — 12.1919, Оренбург), у шлюбі Келлер (Віталій Келлер помер 3 жовтня 1891), а пізніше — Artymoff (Mihail Artynoff помер в 1913 році в Києві).
  - Син — Александер Альфред Альфтан (22.1.1858 — 06.03.1897, Санкт-Петербург)
  - Син — Володимир (29.4.1860, Бежецьк — 19.12.1940, Гельсінкі), генерал-лейтенант російської імператорської армії.
  - Син — Алексіс Готтвальд Альфтан (24.06.1862 — 08.01.1927, Peipohja)
  - Син — Едвард Вільхельм Альфтан (21.06.1864 — 11.01.1925)

## Нагороди
- Орден святого Володимира 4-го ступеня з бантом за 25-років служби (1862)
- Відзнака безпорочної служби 20 років (1862)
- Орден святої Анни 2-го ступеня (1862)
- Орден святої Анни 2-го ступеня з імператорською короною (1863)
- Орден святого Володимира 3-го ступеня (1868)
- Орден Святого Станіслава 1-го ступеня (1870)
- Орден святої Анни 1-го ступеня (1872 рік)
- Орден Святого Володимира 2-го ступеня (1875 рік)

## Примітка
1. ↑  Волков С. В. Генералитет Российской империи. Энциклопедический словарь генералов и адмиралов от Петра I до Николая II. — Т. I: А—К. — М.: Центрполиграф, 2009. — С. 51.
2. ↑  Крестовский В. В. История 14-го уланского Ямбургского Её императорского высочества Великой княжны Марии Александровны полка. — СПб., 1873. — С. 688.
3. ↑  Русская императорская армия. Альфтан Алексей Карлович. Архів оригіналу за 2 травня 2021. Процитовано 2 травня 2021. [Архівовано 2021-05-02 у Wayback Machine.]